# Zhihua-Tempel

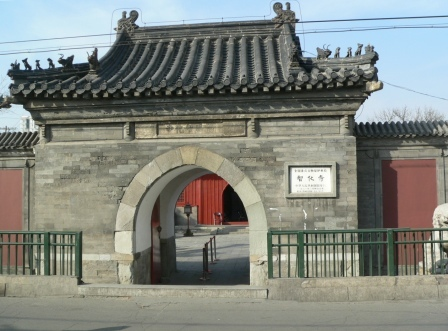
Zhihua-Tempel

Der Zhihua-Tempel (智化寺,  Zhìhuā sì) ist ein buddhistischer Tempel im Pekinger Stadtbezirk Dongcheng (Lumicang Hutong 5). Er wurde von dem Eunuchen Wang Zhen in der Zhengtong-Ära der Ming-Dynastie erbaut und steht seit 1961 auf der Liste der Denkmäler der Volksrepublik China (1-110). 

## Tempelmusik
Der Tempel ist für seine reichhaltige Sammlung buddhistischer Musik bekannt. In dem Tempel wurden sehr alte Musikformen bewahrt. Die Peking-Musik im Zhihua-Kloster (Zhihua si Jing yinyue 智化寺京音乐), die „Musik aus der Hauptstadt“ bzw. „Jing-Musik“ (Jing yinyue), steht seit 2006 auf der Liste des immateriellen Kulturerbes der Volksrepublik China.

## Diskographie
- Buddhist Music of the Ming Dynasty (1993). JVC.